# Pujilí
Pujilí, auch Matriz Pujilí, ist eine Kleinstadt und die einzige Parroquia urbana im Kanton Pujilí der ecuadorianischen Provinz Cotopaxi. Pujilí ist Sitz der Kantonalverwaltung. Die Parroquia besitzt eine Fläche von 268,4 km². Beim Zensus 2010 betrug die Einwohnerzahl der Parroquia 33.430. Davon lebten 10.064 Einwohner im urbanen Bereich von Pujilí. Die Einwohner Pujilís sind großteils indigene Ecuadorianer. Der Tourismus ist hier nur sehr schwach ausgeprägt.

## Lage
Der Osten der Parroquia Pujilí befindet sich im Andenhochtal von Zentral-Ecuador während der Westen im Bergland der Cordillera Occidental liegt. Die 2944 m hoch gelegene Pujilí liegt am Fuße der Berge 9 km westsüdwestlich der Provinzhauptstadt Latacunga. Die Fernstraße E30 (Quevedo–Latacunga) führt nördlich an Pujilí vorbei.
Die Parroquia Pujilí grenzt im Norden an die Parroquias Poaló, La Victoria und 11 de Noviembre sowie an das Municipio von Latacunga, im Osten an die Parroquia San Miguel de Salcedo, im Süden an die Parroquia Cusubamba sowie im Westen an die Parroquias Zumbahua und Guangaje.

## Sehenswürdigkeiten der Stadt
- Die katholische Pfarrkirche (span.: Iglesia Matriz), am Ende des 17. Jahrhunderts im Stil der Romanik erbaut, zählt zu den Bauwerken der spanischen Kolonialzeit in Ecuador, die am besten in ihrer ursprünglichen Gestalt erhalten sind.[1]
- Weithin bekannt ist die Stadt für ihre Wochenmärkte sonntags und mittwochs, auf dem vor allem Kleidung und Töpferware (Tonkeramik) angeboten werden. Aufgrund des geringen Tourismus, im Gegensatz etwa zu Otavalo, erhielt sich der Markt sein indigenes Gepräge. Dies führte allerdings in letzter Zeit zu einer Zunahme an Besuchern, die diese Authentizität suchen.
- eine gelb-blaue Treppe, von der aus man die gesamte Stadt überblicken kann

## Berühmte Söhne und Töchter Pujilís
- Guillermo Rodríguez Lara (* 1924), General und ehemaliger Präsident
- Antonio González Zumárraga (1925–2008), römisch-katholischer Geistlicher, Erzbischof von Quito, Kardinal
- José Mario Ruiz Navas (1930–2020), römisch-katholischer Geistlicher, Erzbischof von Portoviejo
- José Victoriano Naranjo Tovar (* 1941), römisch-katholischer Geistlicher, Bischof von Latacunga